# マオティアンシャニア
マオティアンシャニア（Maotianshania）はカンブリア紀前期に生息した脱皮動物の一つである。澄江動物群の一つで、学名は化石が産出する雲南省の帽天山頁岩（Maotianshan shale）に由来する。
1984年に侯先光が発見した。

## 形態
近縁と考えられるクリココスミアやパラエオスコレクス同様に、帽天山頁岩に特徴的な淡黄色の母岩内に、薄い桃色の印象化石として保存されている。
体は蠕虫状で、長さ4センチメートル、幅2ミリメートル程度。体表には1ミリメートルあたり3-4個の環を有する。体の前半部にはおそらく伸縮可能だった咽頭部があり、その先端には口がある。咽頭部は交互に列をなして環状に並ぶ、棘状の突起に覆われている。
咽頭の後方には、同じく棘を有する陥入吻 (introvert) がある。陥入吻の前端の棘は後方の棘より著しく大きく、"corona"と呼ばれる環を形成する。咽頭部と吻部の棘は茶褐色である。消化管は単純な管状で、体の全長にわたって暗い痕跡として残っている。体の後端には2本の小さな鉤状の棘がある。

## 生態
現生の有棘動物同様に、陥入吻の動きによって移動し、咽頭を用いて獲物を捕食していたと考えられる。内側を向いた咽頭の棘は獲物が逃げるのを防ぐ役割が、陥入吻の棘は前進する際に体を固定する役割があったと推測される。おそらく海底を這い回っていたか砂泥の表面に潜んでいたと思われ、堆積物に垂直に埋まっていたとは考えにくい。消化管に泥は入っていなかったことから、捕食性であったと考えるのが妥当である。